# Damián Manso
Damián Alejandro Manso (Rosario, Provincia de Santa Fe, Argentina, 6 de junio de 1979) es un  exfutbolista argentino jugaba como mediocampista ofensivo o enganche y su primer equipo fue Newell's Old Boys. Junto a Liga de Quito ganó la Copa Libertadores y quedó subcampeón en el Mundial de Clubes.
Su último equipo fue J.J. Urquiza.

## Trayectoria
Debutó en la Primera División jugando para el equipo Newell's Old Boys en 1996, con solo 16 años. Allí jugó en tres etapas. Integró el plantel campeón del Torneo Apertura 2004 y fue protagonista de varias ediciones del Clásico Rosarino.
Ha sido parte de las exitosas selecciones juveniles de José Pekerman. Llegó a ser convocado en las Eliminatorias del Mundial 2002 para la selección Argentina, por Marcelo Bielsa.
En 2001 fue transferido al Bastia de Francia. Tras una lesión en una de sus rodillas su carrera internacional se vio truncada. Volvió a Newell's por una temporada y luego fue cedido a Independiente de Avellaneda. A la siguiente temporada se produjo su segundo regreso al club rosarino, donde formó parte del plantel campeón del Torneo Apertura 2004. Fue una de las figuras hasta la 4.ª fecha del torneo, pero se lesionó frente a Colón y quedó afuera por el resto del campeonato.
Ya recuperado, retomó la actividad en 2005, pero estuvo lejos de volver a su mejor nivel. A fin de año, el presidente Eduardo López lo dejó en libertad de acción, en circunstancias poco claras, junto a otros referentes del equipo.
En 2006 firmó para el Xanti de la primera división de Grecia, donde se reencontró con Diego Quintana, compañero suyo en los comienzos en Newell's.
Hacia agosto de 2007, el entrenador Edgardo Bauza solicitó a la directiva de la Liga de Quito su incorporación. Pese a que el departamento médico del equipo dio a conocer que no lo encontraba en buenas condiciones (la rodilla en la que se había lesionado todavía presentaba inflamación), finalmente se dio el visto bueno y al poco tiempo se transformó en una de las figuras del equipo. A fines de 2007 se coronó campeón ecuatoriano y al año siguiente fue partícipe de la memorable campaña en la Copa Libertadores 2008.
A mediados del 2009 fue fichado por el Pachuca de México. Es un gran pasador, tiene buen disparo, asistencia, habilidad.
Con miras hacia el Clausura 2011, Jaguares de Chiapas lo ficha en compra definitiva.
Con miras hacia el Apertura 2011, Monarcas Morelia lo adquiere en el draft hecho en Cancún. Su primer gol lo hizo apenas al debutar, para empatar parcialmente el marcador ante Pumas.
El 10 de enero de 2012, el mediocampista argentino se sumó a las filas de la Liga de Quito, pero ingratamente y sin acabar su contrato a mediados del 2012 se confirmó su salida del club merengue para ir al club Al-Nassr de Arabia Saudita.
Para la temporada 2013/2014, el jugador ha firmado un contrato por dos temporadas en Newell's, en su retorno al club no ha tenido muchas chances de jugar y por eso no tuvo mayor trascendencia.
A mediados del año 2014, Manso es fichado por el Club Atlético Chacarita Juniors, un equipo de la segunda división del fútbol argentino, equipo que tiene un gran reconocimiento dentro del fútbol argentino, que supo estar en la gran mayoría de las categorías del fútbol de este país.
Manso supo ser una de las figuras de este equipo, que en más de una oportunidad él remontó a este equipo, especialmente cuándo en el último partido de que el Club Atlético Chacarita Juniors disputó en la tercera categoría del fútbol argentino, y únicamente con un resultado a favor de Chacarita, ascendieran a la segunda categoría (Primera B Nacional). Y con gol de Manso (de cabeza) lograron ascender, a partir de ese momento, el jugador es en su mayoría idolatrado por su hinchada.
Actualmente se encuentra jugando en Chacarita, aunque no tiene tanto rodaje en el primer equipo, pero igualmente sigue siendo una de las figuras indispensables del equipo.
El 14 de agosto de 2017 firmó para J J Urquiza, club de la categoría C, flamante refuerzo de categoría para ser protagonista en el próximo torneo.
En enero de 2019, se hace oficial la noticia de que Damian Manso rescindirá contrato con JJ Urquiza debido a falta de pago y el jugador expresó las ganas y el deseo de retirarse en el club de sus amores, Chacarita Juniors.

## Clubes
| Club              | País           | Año       | PJ  | G  |
| ----------------- | -------------- | --------- | --- | -- |
| Newell's Old Boys | Argentina      | 1996-2001 | 188 | 15 |
| SC Bastia         | Francia        | 2001-2002 | 22  | 2  |
| Independiente     | Argentina      | 2002      | 25  | 1  |
| Newell's Old Boys | Argentina      | 2003-2005 | 76  | 6  |
| Skoda Xanthi      | Grecia         | 2006-2007 | 27  | 1  |
| Liga de Quito     | Ecuador        | 2007-2009 | 55  | 6  |
| Pachuca           | México         | 2009-2010 | 51  | 12 |
| Jaguares          | México         | 2011      | 20  | 1  |
| Morelia           | México         | 2011      | 13  | 2  |
| Liga de Quito     | Ecuador        | 2012      | 19  | 2  |
| Al-Nassr          | Arabia Saudita | 2012      | 6   | 0  |
| Dep. Cuenca       | Ecuador        | 2013      | 23  | 4  |
| Newell's Old Boys | Argentina      | 2013-2014 | 4   | 0  |
| Chacarita Juniors | Argentina      | 2014-2017 | 71  | 5  |
| J. J. Urquiza     | Argentina      | 2017-2018 | 41  | 3  |

## Palmarés

### Títulos nacionales
| Título           | Club              | País      | Año    |
| ---------------- | ----------------- | --------- | ------ |
| Primera División | Newell's Old Boys | Argentina | A-2004 |
| Serie A          | Liga de Quito     | Ecuador   | 2007   |

### Títulos internacionales
| Título                           | Club          | Sede            | Año  |
| -------------------------------- | ------------- | --------------- | ---- |
| Copa Libertadores                | Liga de Quito | Río de Janeiro  | 2008 |
| Liga de Campeones de la Concacaf | Pachuca       | Pachuca de Soto | 2010 |

### Otros logros
| Título                          | Club              | País      | Año  |
| ------------------------------- | ----------------- | --------- | ---- |
| Ascenso a la Primera B Nacional | Chacarita Juniors | Argentina | 2014 |

### Distinciones individuales
| Distinción                                   | Año  |
| -------------------------------------------- | ---- |
| Balón de Bronce en la Copa Mundial de Clubes | 2008 |